# Cámara de Comercio de Tarrasa
La Cámara de Comercio e Industria de Tarrasa es una entidad de servicios que tiene como finalidad apoyar a la empresa y ofrecerle formación, asesoramiento en aspectos estratégicos, fomentar su internacionalización y favorecer sus intereses generales.

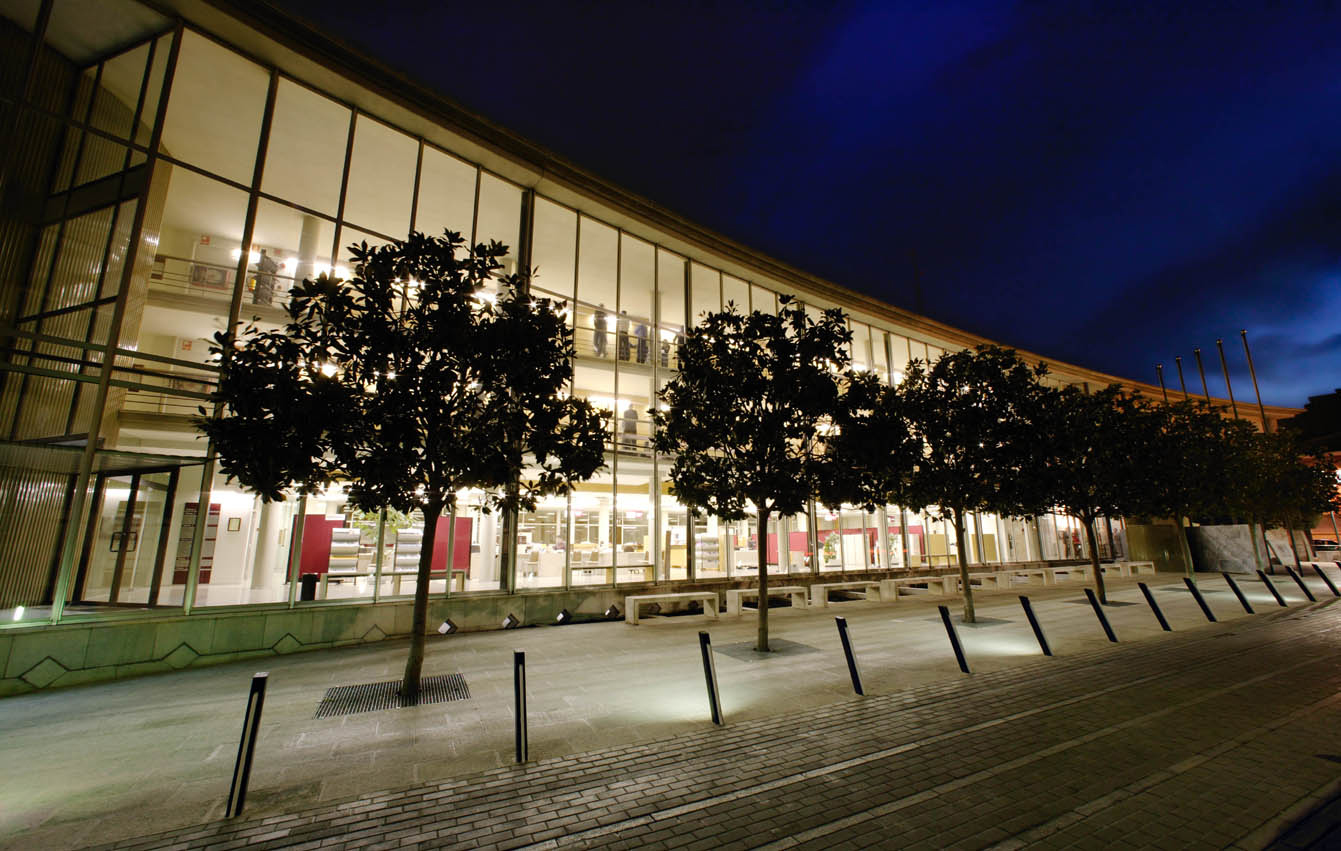
Sede de la Cámara en Tarrasa.

Como institución, la Cámara de Tarrasa pretende comprometerse activamente con el desarrollo económico y social de su demarcación y aspira a tener una clara vocación de liderazgo en su territorio, autodefiniéndose como organización que representa y promueve los intereses empresariales y actúa como órgano consultivo de las diferentes Administraciones.
La Cámara de Comercio e Industria de Tarrasa se constituyó el 29 de junio de 1886. Es la Cámara más antigua de Cataluña (de un total de 13) y la tercera de toda España (de un total de 85).

## Empresas que forman parte de la Cámara
La Cámara, como corporación empresarial, representa la totalidad de las empresas industriales, de comercio y de servicios ubicadas en su demarcación, sean empresas pequeñas, medianas o grandes, y orienta todos los servicios que lleva a cabo teniendo en cuenta la diversidad empresarial existente.
Forman parte de la Cámara como electores todas las personas físicas o jurídicas de la demarcación que ejerzan una actividad empresarial. En la demarcación de Tarrasa hay más de 33.000 empresas (el 6% del total de Cataluña), todas ellas representadas en los órganos de gobierno de la institución.

## Demarcación territorial de la Cámara de Tarrasa

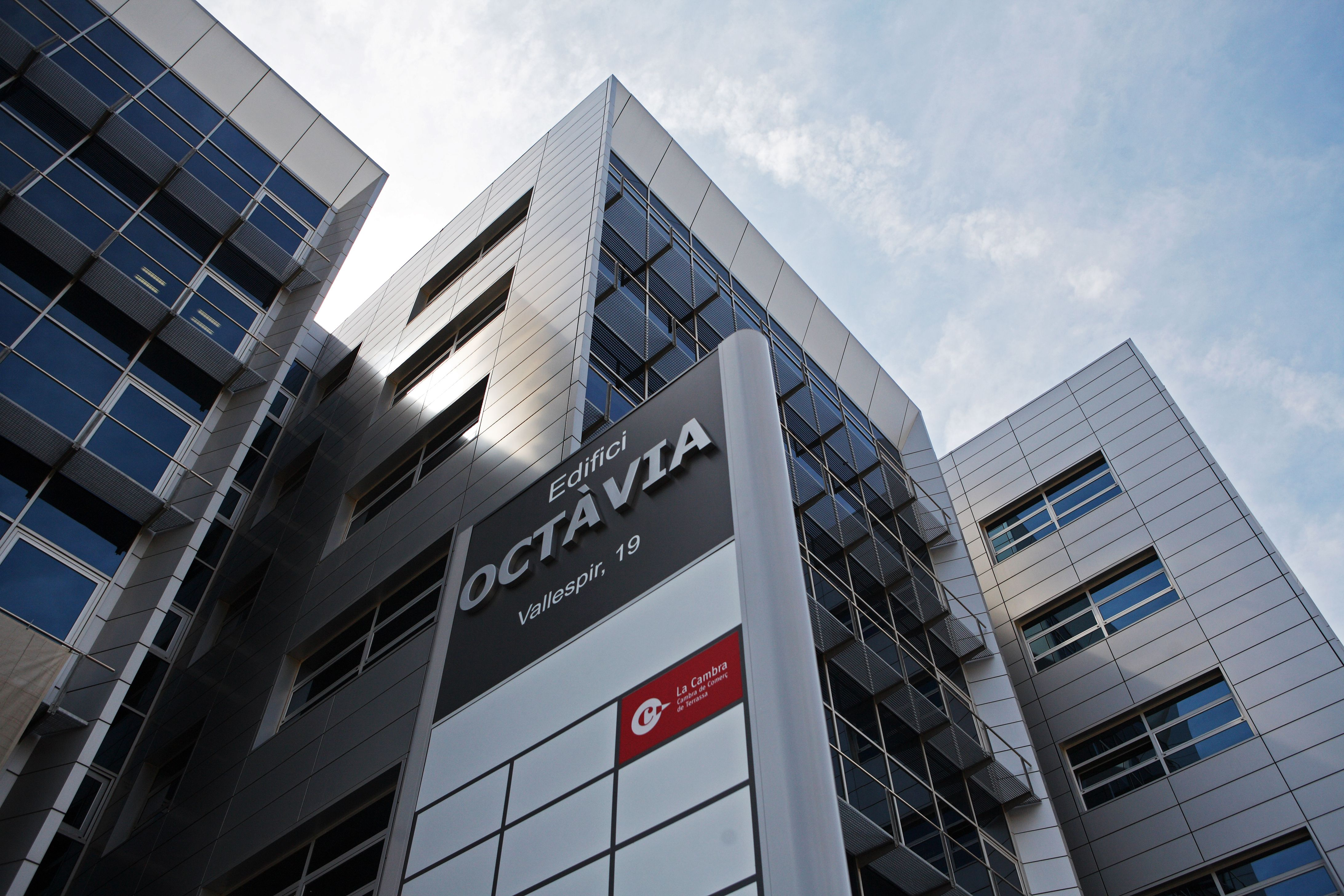
Edificio de la Cámara de Tarrasa en San Cugat.

La demarcación territorial de la Cámara de Tarrasa comprende los municipios siguientes: Castellbisbal, Gallifa, Matadepera, Olesa de Montserrat, Rellinars, Rubí, San Cugat del Vallés, San Lorenzo Savall, Tarrasa, Ullastrell, Vacarisas y Viladecavalls.
Pese a ello, el núcleo empresarial de la demarcación se concentra especialmente en los municipios de Tarrasa, Rubí, San Cugat del Vallés y Castellbisbal, con la siguiente correspondencia:
- Tarrasa (2006): 15.507 empresas
- San Cugat del Vallés (2006): 6.292 empresas.
- Rubí (2006): 5.757 empresas.
- Castellbisbal (2006): 1.200 empresas.

Además, el área de influencia de la Cámara de Tarrasa cuenta con:
- 500.000 habitantes
- 147.508 trabajadores (datos de inscritos a la Seguridad Social el año 2006)
- La generación de casi el 50% del PIB del Vallés Occidental.
- La generación de en torno al 6% del PIB catalán

El perfil empresarial de la demarcación, como también el catalán y el español, está constituido en un 99,95% por PYMES, de las cuales el 93,95% son microempresas con menos de 9 trabajadores.
Si nos fijamos en la composición de las empresas de la demarcación por sectores (año 2007), se observan las diferencias entre éstos:
- Sector de servicios: 39% del total
- Sector del comercio: 28%
- Construcción: 19%
- Industria: 14%

## Estructura organizativa
La Cámara de Tarrasa es una organización orientada a la empresa, y su modelo institucional de actuación y gestión está basado en la planificación estratégica, la profesionalización y los sistemas de organización propios de la gestión privada.
La organización interna de la Cámara está formada por un organigrama político y otro técnico.

### Organigrama político

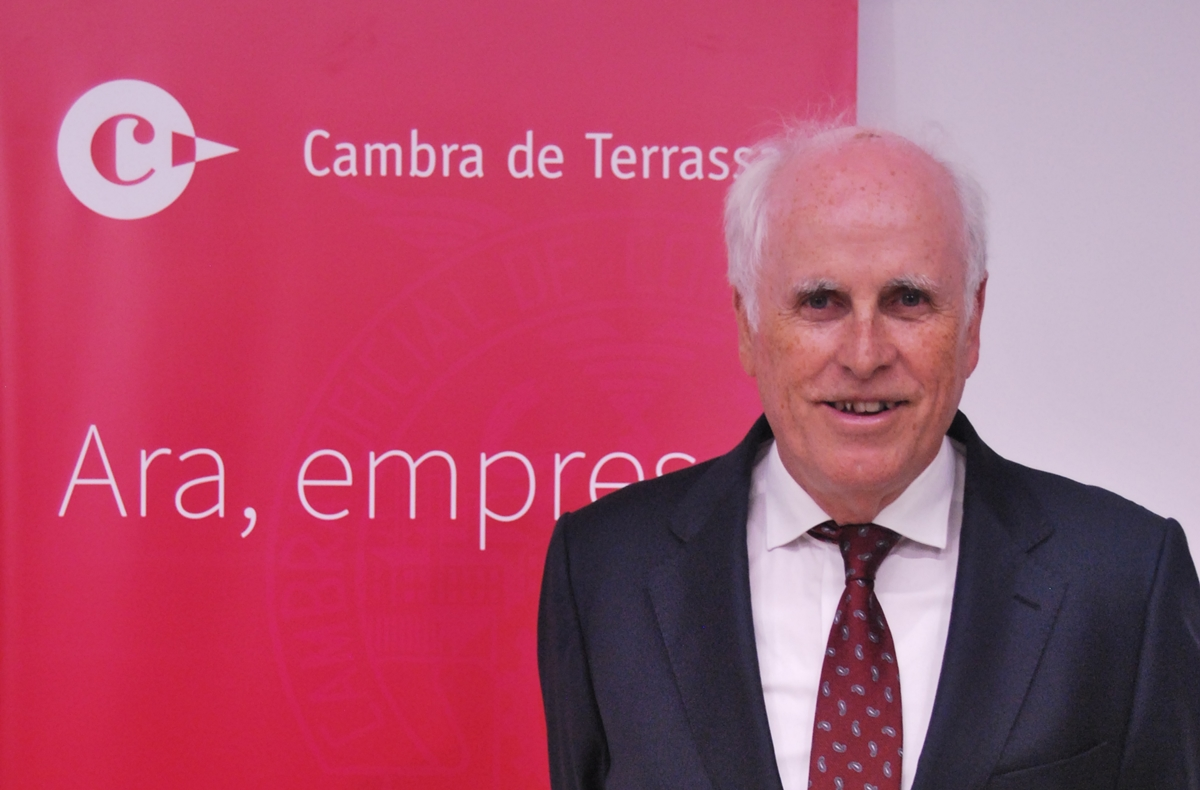
Ramon Talamàs Jofresa, presidente de la Cámara de Tarrasa.

El pleno es el máximo órgano de gobierno y representación de la institución y lo forman 36 miembros. De todos ellos, 32 son vocales electos y 4 vocales escogidos por las patronales. La legislatura tiene una duración de 4 años, después de este período se convocan elecciones entre los empresarios para escoger quién formará parte de los 32 vocales electos. La función de este órgano es fijar las grandes líneas de actuación corporativa y escoger el presidente, que actualmente es Ramon Talamàs Jofresa. El equivalente del pleno de la Cámara en la empresa privada sería la junta de accionistas.
El comité ejecutivo es el órgano de gobierno permanente de gestión, administración y propuesta de la Cámara, y se responsabiliza de la dirección institucional de la entidad. En su equivalente con una empresa, el Comité Ejecutivo sería el Consejo de Administración.
Las comisiones acontecen órganos consultivos formados por empresarios en activo y tienen como finalidad la promoción de estudios y proyectos de defensa de los intereses de los empresarios, así como la función de hacer aportaciones para intentar favorecer y fomentar el desarrollo estratégico de la demarcación.
La Cámara de Tarrasa cuenta actualmente con 5 comisiones:
- Industria e innovación
- Comercio Internacional
- Sostenibilidad y Medio Ambiente
- Comercio, Servicios y Turismo
- Infraestructuras, Urbanismo y Movilidad

### Organigrama técnico
Por su parte, el equipo técnico de la Cámara pretende identificarse con el organigrama de gestión profesional, que responde a un esfuerzo para lograr una visión de resultados. Este organigrama está formado por el Director Gerente, una Secretaría General, una Dirección de Administración y una Dirección de Servicios.

## Estructura territorial de la Cámara de Tarrasa

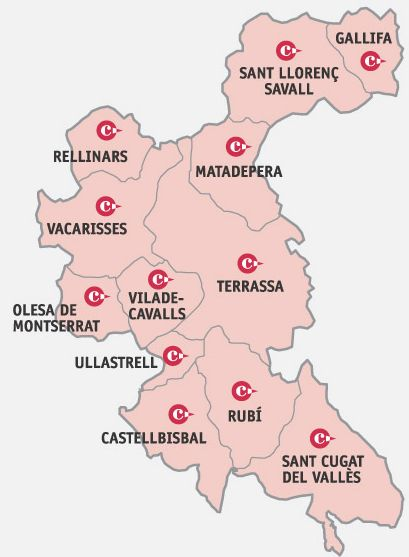
Demarcaciones de la Cámara de Tarrasa.

Como institución territorial, la Cámara pretende lograr una vocación de proximidad al territorio, suficiente para permitirle acercar su función de servicios a la empresa y su función de representación a la totalidad del núcleo empresarial de su demarcación.
La delegación territorial de la Cámara se ubica en San Cugat del Vallés y da servicio a los municipios de Castellbisbal, Rubí y, por supuesto, el mismo San Cugat del Vallés, donde se ubican más de 13 000 empresas.
David Chaler, miembro del Comité Ejecutivo de la Cámara, es el delegado. Además, este centro de la Cámara cuenta con un Consejo de empresarios que vela por defender los intereses de las empresas del territorio.

## Otras Cámaras de Comercio
En España hay un total de 85 Cámaras de Comercio, que forman el Consejo General de Cámaras de Comercio, un órgano en el que se agrupan para lograr objetivos comunes. Las 13 Cámaras que hay en Cataluña conforman el Consejo General de Cámaras de Comercio de Cataluña. En el Consejo de Cámaras, la Cámara de Tarrasa preside la Comisión de Formación, en reconocimiento a la labor que la Cámara de dicha ciudad ha hecho, a lo largo de los últimos años, en materia de formación.
Las Cámaras de Comercio, Industria e Navegación están tuteladas por la Administración, que en el caso catalán, corresponde a la Dirección General de Comercio del Departamento de Innovación, Universidades y Empresa de la Generalidad de Cataluña.

## Servicios empresariales
La Cámara trata de ofrecer servicios de calidad orientados a las necesidades actuales de las empresas, para que les aporten un valor añadido en un contexto económico donde disponer de formación de calidad, apostar por la internacionalización o disponer de un buen asesoramiento en los procesos internos son elementos claramente estratégicos que garantizan la viabilidad y el futuro.
En este sentido, la Cámara pretende acompañar y asesorar de una manera continuada a las empresas de su demarcación, desde el momento de su creación, pasando por su crecimiento y el apoyo en su expansión internacional o la formación de su equipo humano.

## Actos corporativos de la Cámara de Tarrasa
La Cámara de Comercio e Industria de Tarrasa organiza dos grandes actos corporativos con regularidad permanente; los Debates económicos Cambractiva y los Premis Cambra.

### Debates económicos Cambractiva

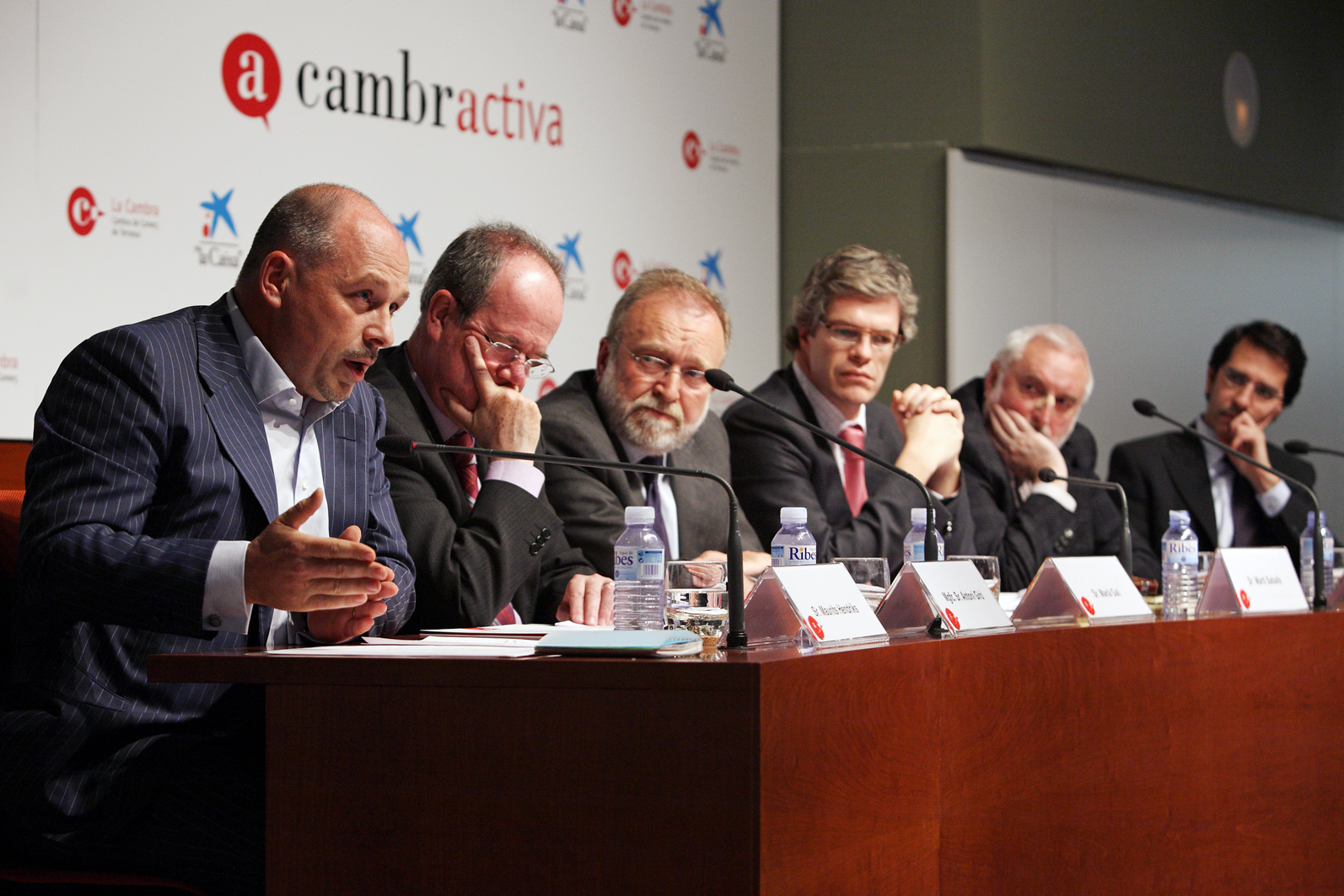
Sesión de Cambractiva.

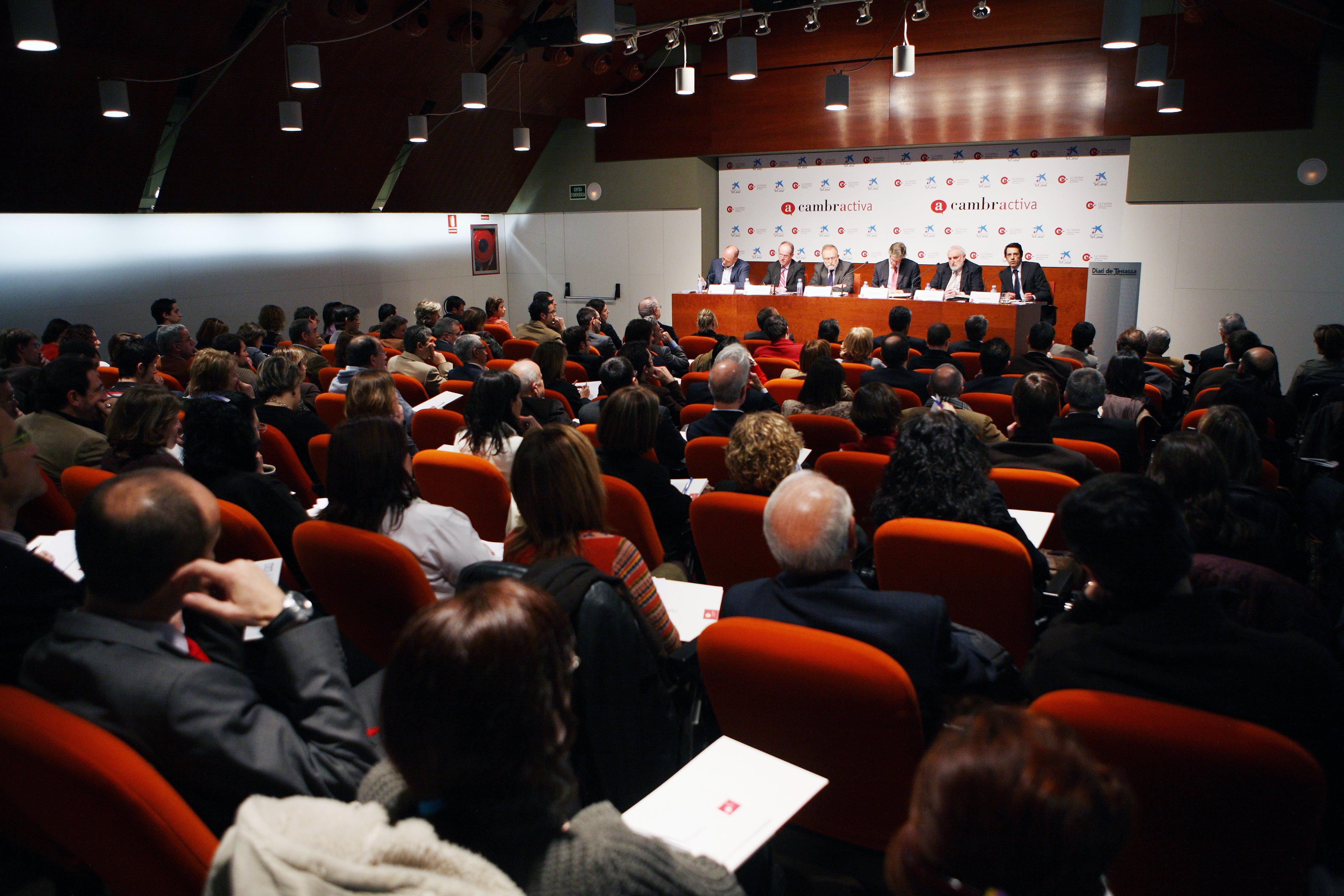
Asistentes a una sesión de Cambractiva.

Cambractiva son unos debates empresariales creados en el año 2001 y que tienen como finalidad ofrecer a los empresarios y directivos un punto de encuentro que promueve el conocimiento sobre temas de actualidad. Cambractiva quiere informar y al mismo tiempo generar opinión en torno a diferentes temas de trascendencia en el entorno económico.
Desde su creación, Cambractiva ha contado con la asistencia de 2.000 empresarios y la participación de 95 ponentes de reconocido prestigio en ámbitos como la economía, la política, el mundo empresarial o el académico. Este hecho ha consolidado Cambractiva como un referente dentro del ámbito institucional y empresarial catalán.

### Premis Cambra

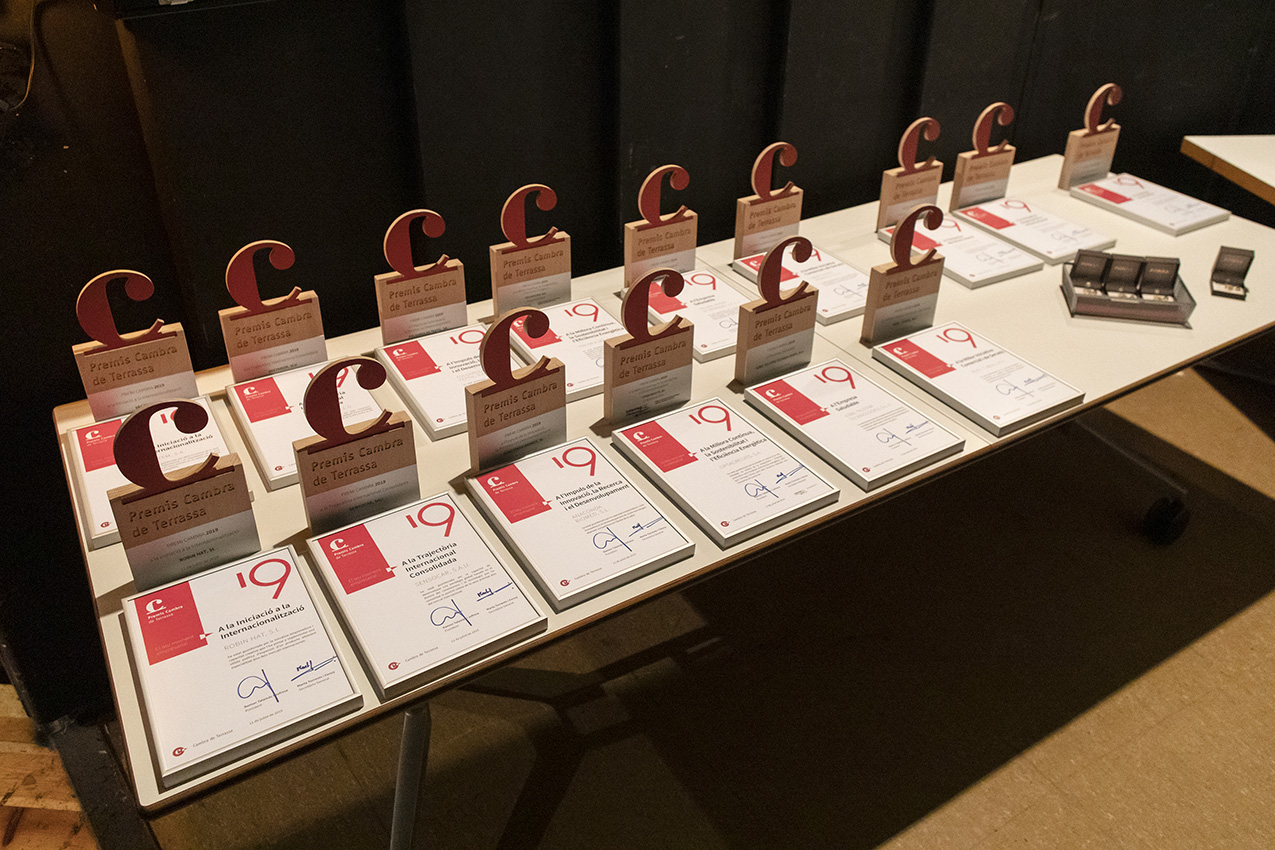
Premis Cambra

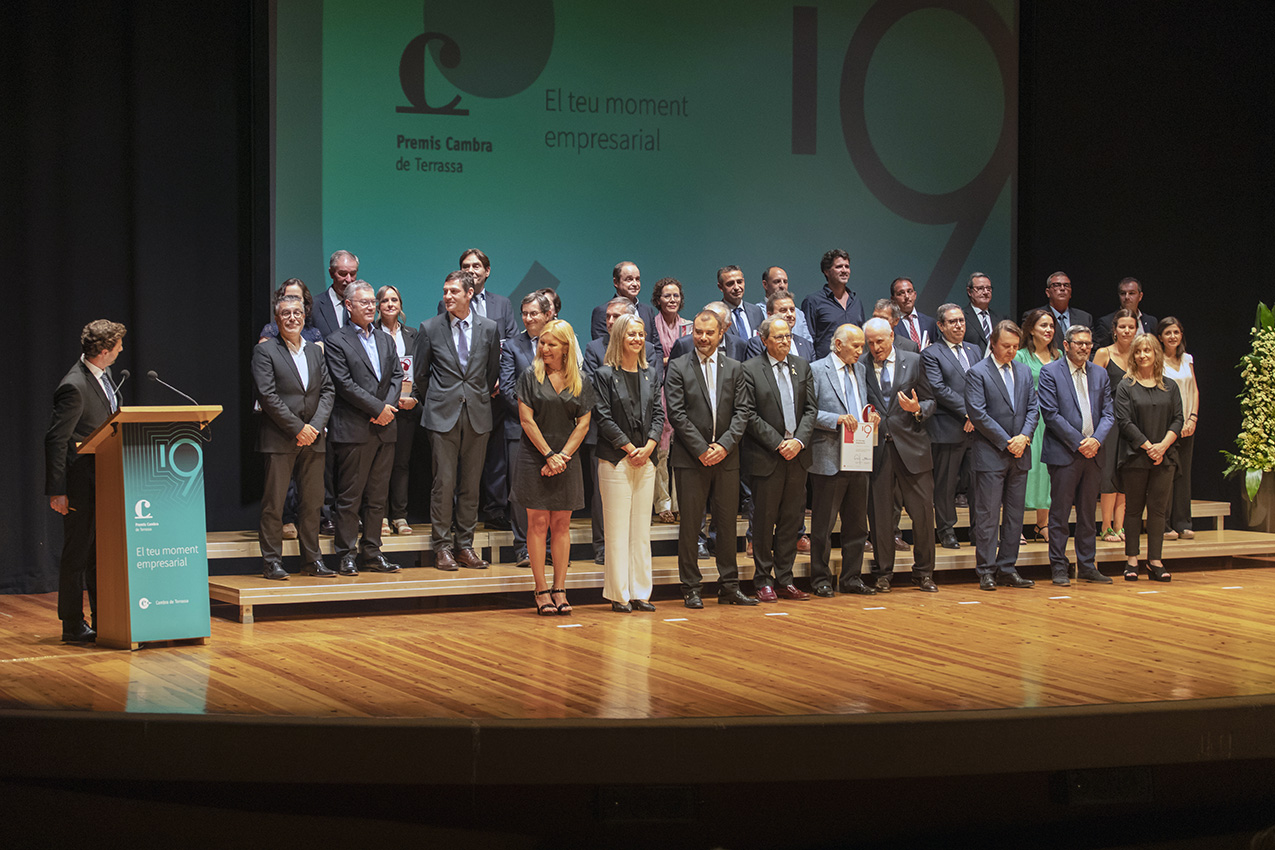
Sesión de los Premis Cambra.

Los Premis Cambra son el acto corporativo anual más emblemático de la Cámara de Comercio e Industria de Tarrasa. El origen de estos galardones se remonta al año 1977, y tienen como objetivo principal el reconocimiento público a las empresas, a los proyectos de futuro y a las personas que contribuyen a potenciar el desarrollo social y económico de la demarcación de la Cámara de Tarrasa.
Los Premis Cambra constan de las siguientes categorías:
- Internacionalización
- Empresa Saludable Archivado el 24 de septiembre de 2020 en Wayback Machine.
- Innovación Archivado el 4 de agosto de 2020 en Wayback Machine.
- Estrategia Empresarial Archivado el 24 de septiembre de 2020 en Wayback Machine.
- Comercio Archivado el 24 de septiembre de 2020 en Wayback Machine.
- Empresa de Nueva Creación Archivado el 24 de septiembre de 2020 en Wayback Machine.

Los Premis Cambra culminan en el acto de entrega de los premios, un encuentro institucional que reúne alrededor de unas 600 personas, entre las cuales se cuenta con una numerosa representación de empresarios de la demarcación de la Cámara, así como también representantes del mundo político, económico e institucional. Entre otras destacadas personalidades, han asistido a la entrega de los Premis Cambra los Príncipes de Asturias o los presidentes de la Generalidad de Cataluña, Jordi Pujol y Pasqual Maragall, entre otros.
Esta iniciativa pretende situar a la Cámara como una institución con una clara vocación de liderazgo y con la voluntad de reconocer el buen trabajo de las empresas a las cuales representa y ofrece sus servicios. Tanto por su trayectoria, como por el número y la importancia de las empresas y personas que asisten, los Premis Cambra son ya un acontecimiento de reconocido prestigio en el ámbito económico catalán.